# Рейчел Аккурсо
Рейчел Аккурсо (англ. Rachel Griffin-Accurso; нар. 30 листопада 1982, Біддефорд, Мен, США) — американська педагогиня, блогерка, акторка, сценаристка та громадська активістка. Відома завдяки освітнім відео для дітей раннього віку на YouTube під творчим псевдонімом Ms. Rachel (Міс Рейчел), а також своєю участю в інших проєктах: Wiggle and Learn (2024), You Are Still the One (2025) та ін..

## Біографія
Рейчел Аккурсо народилася 30 листопада 1982 року в місті Біддефорд, штат Мен, США. Вона має дві магістерські освіти: у галузі розвитку дітей раннього віку та музичної освіти. Її кар'єра розпочалася під час декретної відпустки, коли її син Томас мав затримку мовного розвитку. Рейчел почала створювати освітні відео з мовленнєвими стратегіями, щоб допомогти не лише своїй дитині, а й іншим батькам у подібній ситуації.
Її канал Ms. Rachel став надзвичайно популярним серед батьків маленьких дітей — відео на YouTube набрали мільярди переглядів. У 2024 році платформа Netflix почала транслювати її епізоди.

## Громадянська позиція
У 2024–2025 роках Аккурсо привернула увагу громадськості своєю активною позицією щодо гуманітарної кризи в Секторі Газа. Вона публічно висловила підтримку дітям, які постраждали від війни, зокрема розповідаючи історію Рахаф — дівчинки, яка втратила обидві ноги. Її заяви викликали як підтримку, так і критику — деякі користувачі звинувачували її в недостатній увазі до ізраїльських дітей.

## Освіта та діяльність
Рейчел є амбасадоркою організацій Save the Children і Room to Grow. Вона активно займається просвітницькою діяльністю, випускає освітні матеріали, товари й книги для дітей та їхніх батьків. Серед її педагогічних цінностей — віра в потенціал кожної дитини:
|  | Я вірю, що всі діти — здібні, талановиті й важливі. |

## Особисте життя
З 23 липня 2016 року Рейчел одружена з музикантом і композитором Аароном Аккурсо (англ. Aron Accurso). Подружжя має двоє дітей. Їхній син Томас став головним натхненником для створення Ms. Rachel і продовжує надихати блогерку на творчість щодня .